# Scituloglaucytes obiensis
Scituloglaucytes obiensis är en skalbaggsart som beskrevs av Stefan von Breuning 1970. Scituloglaucytes obiensis ingår i släktet Scituloglaucytes och familjen långhorningar. Inga underarter finns listade i Catalogue of Life.